# Scheuchenstein
Scheuchenstein ist eine Rotte zwischen der Dürren Wand und der Hohen Wand und gehört zur niederösterreichischen Gemeinde Miesenbach. Es ist der Geburtsort des Malers Friedrich Gauermann und eine eigenständige Pfarre.

## Burgruine Scheuchenstein

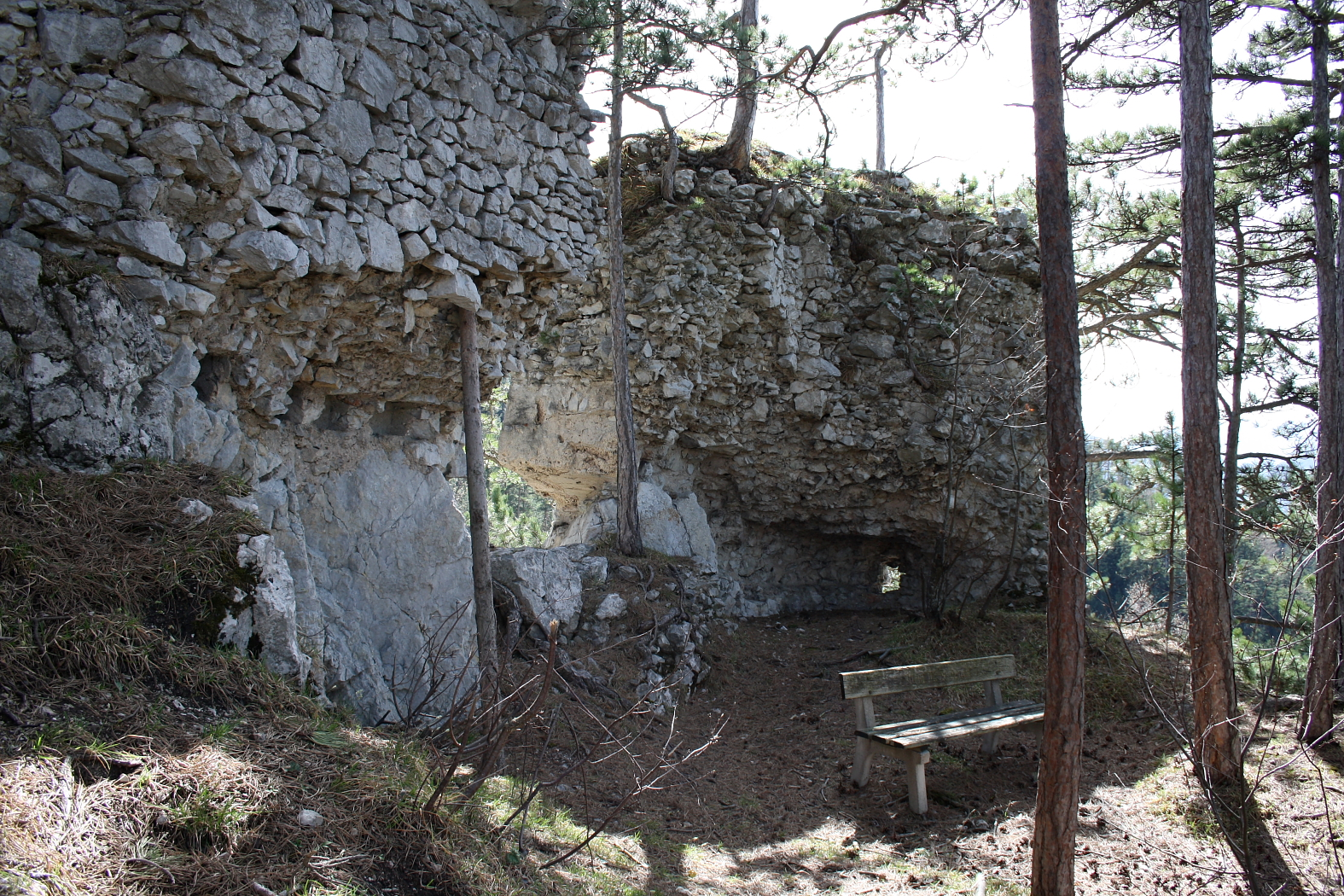
Reste der Burgruine

Die Ruine der Höhenburg befindet sich auf einem isolierten Felskegel östlich des Ortes. Der Zugang erfolgte nordwestseitig über ein schmales Felsband direkt unterhalb des Turmes, an dessen Ende eine Leiter zum Turmeinstieg hinauf führte. Der Zugang ist Touristen und nicht berechtigten Personen leider verwehrt, da die Burgruine nicht mehr den Sicherheitsansprüchen genügt.
Erbaut dürfte die Burg im Auftrag der steirischen Landesherren gegen Ende des 12. Jahrhunderts worden sein. Urkundlich wurde sie erstmals 1260 genannt. 1304 scheint als erster Scheuchensteiner ein „Ulrich“ in einer Heiligenkreuzer Urkunde auf. Im Zuge des Streits zwischen den Brüdern Kaiser Friedrich III. und Erzherzog Albrecht VI. wurden die Burg 1463/64 erobert und die Scheuchensteiner vertrieben. Entweder bei den Kämpfen gegen den ungarischen König Matthias Corvinus (um 1480) oder bei der Ersten Wiener Türkenbelagerung 1529 wurde die Burg zerstört und anschließend im Laufe der Zeit weitgehend abgetragen. Die Herrschaft Scheuchenstein kam 1577 in den Besitz des Geschlechts der Heussensteiner und 1632 in den der Hoyos (Gutenstein).

## Pfarrkirche

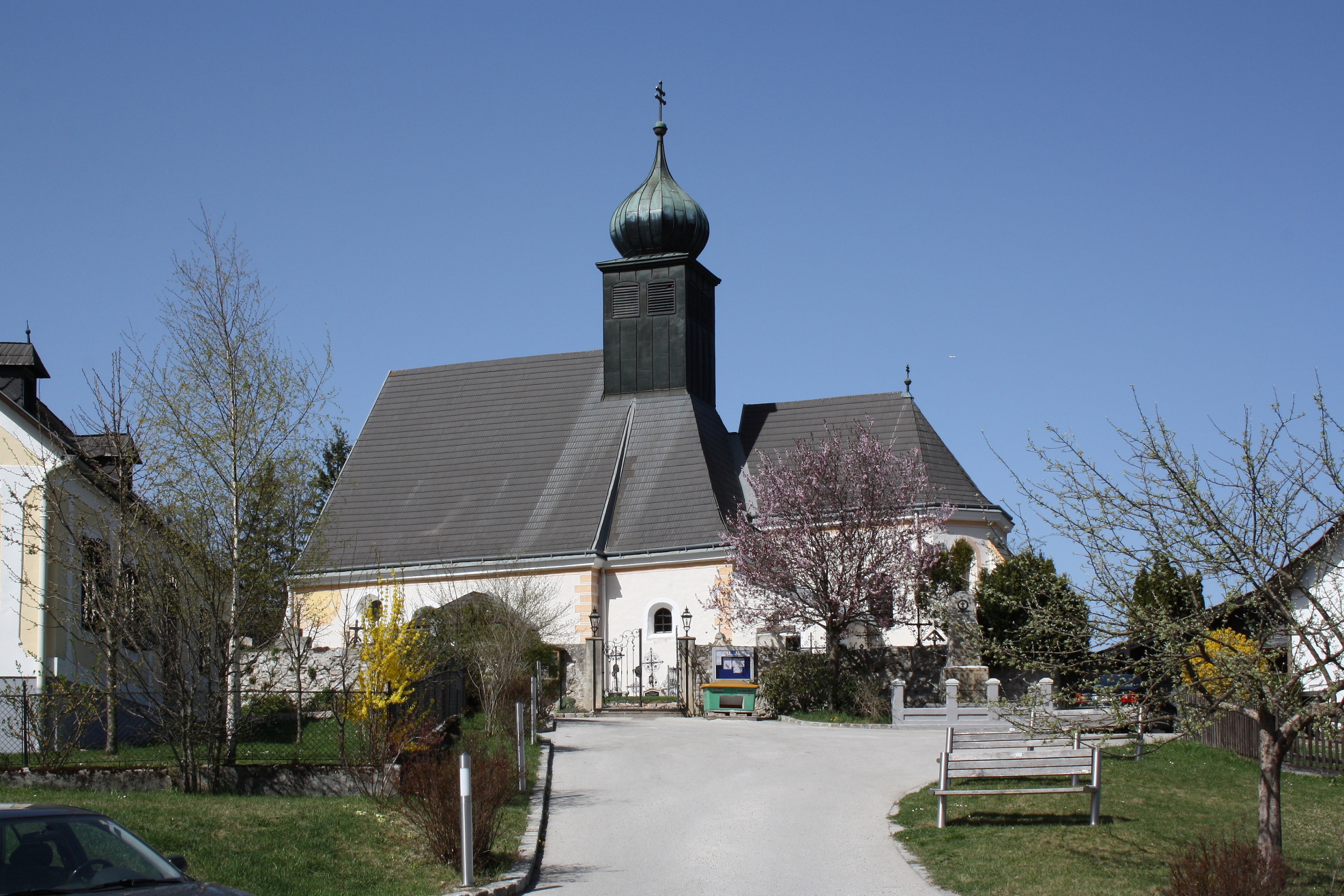
Pfarrkirche Scheuchenstein

- Pfarrkirche Scheuchenstein: Die Pfarrkirche ist dem heiligen Rupert von Salzburg geweiht und befindet sich in der Ortsmitte in leicht erhöhter Lage und ist vom Friedhof und einer Mauer umgeben. Im Kern ist sie romanisch, älteste Mauerteile stammen aus der Mitte des 13. Jahrhunderts (in der Langhaussüdwand). Um 1770 wurde die Kirche im barocken Stil umgebaut und erweitert.[4] Um 1300 gehörte Scheuchenstein zur Pfarre Waidmannsfeld. Urkundlich wurde Scheuchenstein 1342 als Pfarre erwähnt, 1579 wurde diese aufgehoben und 1783 im Zuge der Josephinischen Reformen wieder errichtet und ist seit 1785 der Erzdiözese Wien unterstellt.[4]

## Gauermann-Museum

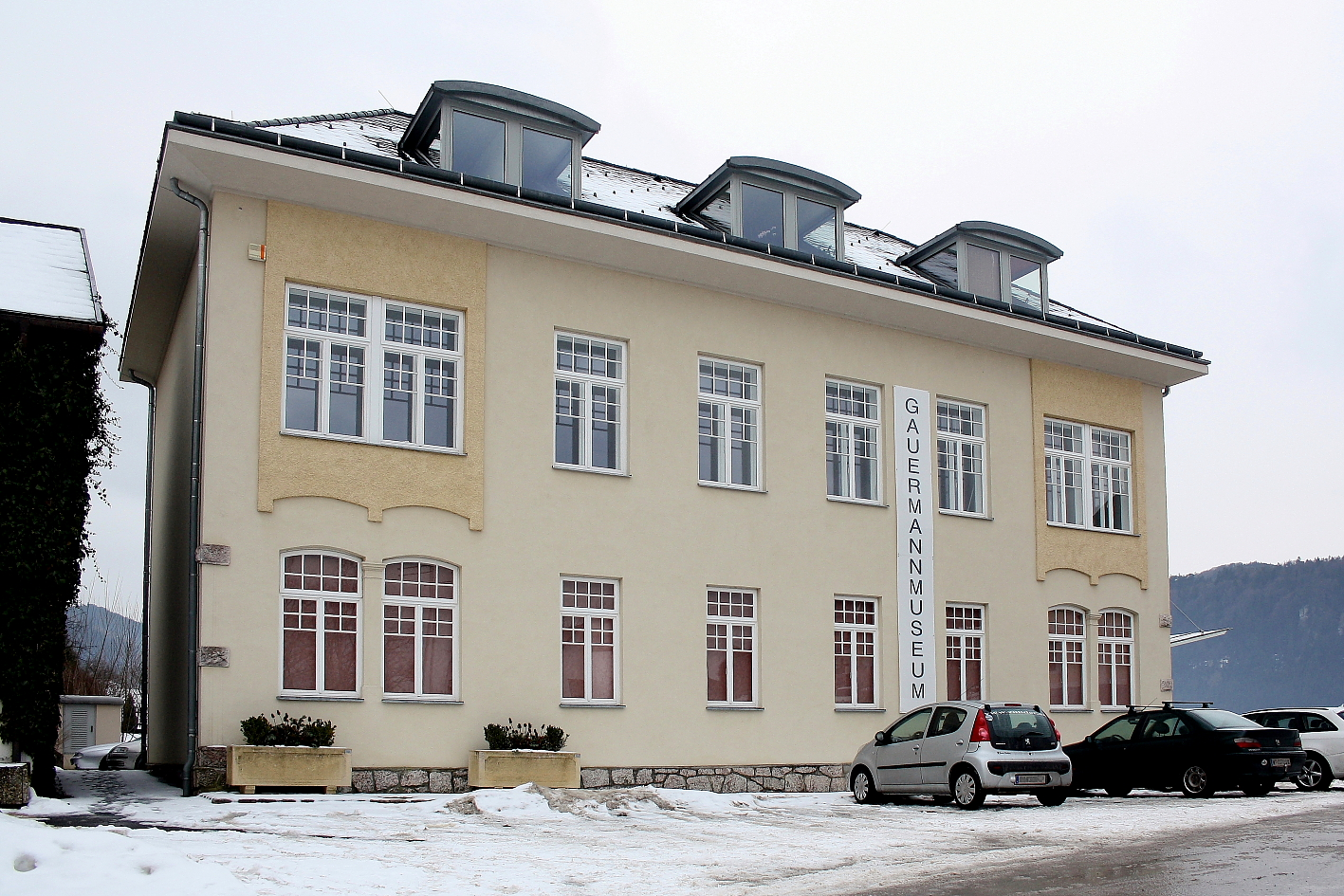
Die ehemalige Volksschule und jetziges Gauermann-Museum

Seit 1976 ist im 1912 als Volksschule erbauten zweigeschoßigen Gebäude, welches ab 1963 als „Gauermann-Schule“ fungierte, das Gauermann-Museum eingerichtet. Es hat zwei Ausstellungsbereiche, die am Wochenende und feiertags zugänglich sind. Im Parterre befinden sich Kunstwerke von Friedrich Gauermann und im ersten Stock des Museums werden abwechselnd Werke von Künstlern der Gegenwart präsentiert.

### Gauermannhof
Der Gauermannhof (Scheuchenstein Nr. 71) ist das Geburtshaus von Friedrich Gauermann und befindet sich etwa 0,5 km südwestlich des Ortskernes. Er ist eine im Kern aus dem 18./19. Jahrhundert stammende, vierseitige unregelmäßige Hofanlage, wobei der Wirtschaftstrakt aus der Mitte des 20. Jahrhunderts stammt. Der Gauermannhof ist in den 1999 eröffneten rund vier Kilometer langen Gauermann-Rundwanderweg eingebunden.